# 三ツ松駅
三ツ松駅（みつまつえき）は、大阪府貝塚市三ツ松にある水間鉄道水間線の駅。

## 歴史
- 1926年（大正15年）1月30日：開業。

## 駅構造
単式ホーム1面1線を有する地上駅。駅員無配置駅。駅舎や改札は設けられておらず、直接ホームに入る形となる。
2009年（平成21年）6月1日のPiTaPa対応・ワンマン化以降も、当駅にはICカードリーダー等を設置する予定はなく、運賃精算には車内の整理券発行機・運賃回収箱・ICカードリーダーを使用することとなる。

## 利用状況
「大阪府統計年鑑」によると、2019年（令和元年）次の1日平均乗降人員は418人（乗車人員：215人、降車人員：203人）である。
近年の1日平均乗降人員推移は下記の通り。
| 年次   | 1日平均 乗降人員 | 1日平均 乗車人員 | 出典   |
| ------ | ---------------- | ---------------- | ------ |
| 2010年 | 394              | 201              | [ 1 ]  |
| 2011年 | 424              | 216              | [ 2 ]  |
| 2012年 | 399              | 203              | [ 3 ]  |
| 2013年 | 456              | 234              | [ 4 ]  |
| 2014年 | 451              | 232              | [ 5 ]  |
| 2015年 | 462              | 237              | [ 6 ]  |
| 2016年 | 457              | 235              | [ 7 ]  |
| 2017年 | 439              | 226              | [ 8 ]  |
| 2018年 | 439              | 226              | [ 9 ]  |
| 2019年 | 418              | 215              | [ 10 ] |

## 駅周辺
- 貝塚市立木島小学校
- 大阪府道40号岸和田牛滝山貝塚線

## 隣の駅
水間鉄道
■水間線
森駅 - 三ツ松駅 - 三ヶ山口駅